# Яппиля, Мартти
Мартти Кристиан Яппиля (7 октября 1900, Гельсингфорс — 22 марта 1967, Хельсинки) — финский аккордеонист, поэт-песенник и композитор, один из основателей оркестра Dallape. В молодости занимался бегом и футболом. Играл в команде Поннистус. Во время Гражданской войны в Финляндии принадлежал к красной гвардии, был в плену в Свеаборге (1918). В 1919 году стал аккордеонистом в оркестре Rajamaen. В 1925 году вместе с Вилле Аланко основал оркестр Dallape (просуществовал до 2010 года) в котором играл до 1955 года. За свою жизнь написал 321 песню. Среди них «Звуки вечернего ветра» (Iltatuulen viesti), «Аляска», «Одесса», «Медсестра» (Valkea sisar). Умер от лейкемии, похоронен на кладбище Мальм в Хельсинки.